# عرباوة
عرباوة مدينة مغربية صغيرة تقع بإقليم القنيطرة الساحلي، تقع شمال سوق الأربعاء الغرب وجنوب القصر الكبير. يوجد فيها سوق أسبوعي (يوم الثلاثاء) يستقطب الكثير من السكان ولا سيما سكان الدواوير القاطنين بالقرب منه. يسكن بمدينة عرباوة 2,333 نسمة، أما الجماعة القروية فتضم 29,645 نسمة بحسب إحصاء 2004. 